# Stanisław Pogórski
Stanisław Pogórski vel Stanisław Ogórek (ur. 20 kwietnia 1908, zm. 1 marca 1958) – polski architekt.

## Życiorys
Stanisław Pogórski (pierwotnie nosił nazwisko Ogórek) urodził się w Warszawie, a rodzicami byli Władysław Ogórek, mistrza zduński oraz Julia z domu Wyględowska. Nazwisko Pogórski przyjął w 1938 roku. W Warszawie ukończył w roku 1926 Państwową Szkołę Średnią Techniczną Kolejową, następnie odbył praktykę murarską, po której wykonywał prace przy kolejowych robotach drogowych. W 1929 roku zdał egzamin i otrzymał świadectwo maturalne oraz egzamin konkursowy na Wydział Architektury Politechniki Warszawskiej, na której od 1931 do 1932 roku był młodszym asystentem przy Katedrze Geometrii Wykreślnej. Wykonywał prace przy różnych budowach jako kontraktowy kierownik robót. W 1934 roku ukończył studia, a w roku następnym był w Łodzi pracownikiem Inspekcji Budowlanej Zarządu Miejskiego. Wykładał architekturę na Wydziale Inżynierii Politechniki Warszawskiej od 1936 do 1939 oraz w tym samym czasie pracował w prywatnych pracowniach architektonicznych. W Związku Miast Polskich pracował na stanowisku zastępcy kierownika referatu urbanistycznego. Uprawnienia zezwalające kierować robotami budowlanymi uzyskał w 1937 roku.
W czasie okupacji niemieckiej był pracownikiem przedsiębiorstw budowlanych, przemysłowych oraz handlowych. Od 1943 do 1944 w Miejskim Liceum Budownictwa w Warszawie nauczał geometrii wykreślnej i fizyki. Po zakończeniu wojny pracował w Biura Odbudowy Stolicy. Do Poznania przyjechał w czerwcu 1945 roku i na stanowisku architekta urbanisty pracował do roku 1947 w Zarządzie Miejskim. W poznańskiej Szkole Inżynierskiej rozpoczął także od 1946 roku pracę dydaktyczną. Zorganizował Zakład Projektowania Budynków Mieszkalnych, którym kierował, a wykłady i ćwiczenia prowadził z tego przedmiotu do roku 1951. Utworzył w 1948 roku Oddział Poznańskiego Centralnego Biura Studiów Architektonicznych i Budowlanych, który w późniejszym czasie nazwany został Miastoprojektem i w którym był kolejno na stanowiskach: kierownika Oddziału, kierownika Pracowni architektonicznej, szefa produkcji, generalnego projektanta, głównego architekta. Od 1956 do 1958 był wykładowcą form architektonicznych na Wydziale Rzeźby Państwowej Wyższej Szkoły Sztuk Plastycznych. Uczestniczył konkursach architektonicznych, które były związane z Poznaniem (Targów Poznańskich, Hotelu Orbis, Dworca Głównego, zabudowy wewnętrzna Starego Rynku, rozwiązań urbanistycznych pomnika Adama Mickiewicza I nagroda). W Stowarzyszeniu Architektów RP pełnił liczne funkcje społeczne. Był autorem i współautorem licznych projektów architektonicznych. Za całokształt pracy w Stowarzyszeniu Architektów Polskich nadano mu pośmiertnie wyróżnienie I stopnia. Został pochowany na cmentarzu Jeżyckim w Poznaniu.

## Życie prywatne
Od roku 1935 jego żoną była Eugenia Piotrowska z którą miał córkę Alicję. Zmarł w Poznaniu 1 marca 1958 roku.

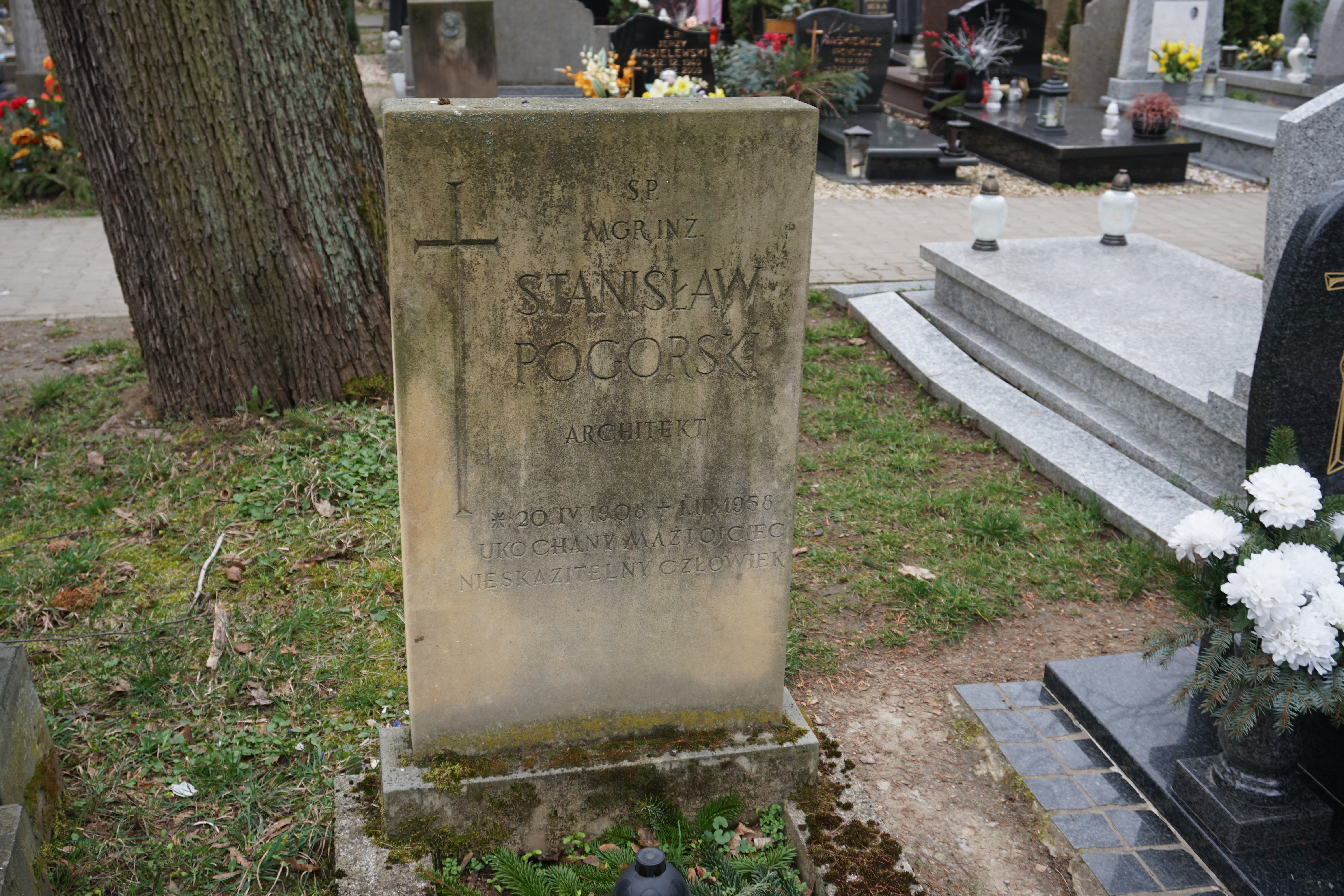
Grób Stanisława Pogórskiego na cmentarzu Jeżyckim w Poznaniu (kw. L-4-36

## Projekty
Projektował w Poznaniu między innymi::
- Pomnik Braterstwa Broni na Cytadeli (1945, z Bazylim Wojtowiczem i Tadeuszem Płończakiem),
- Collegium Anatomicum przy ul. Śniadeckich (1946, z Tadeuszem Płończakiem),
- Gmach Sądu Wojewódzkiego przy Alejach Marcinkowskiego (1949),
- Wieżowiec Miastoprojektu przy ul. Marchlewskiego (1947, z Tadeuszem Płończakiem),
- Dom Technika,
- Centralny Urząd Skarbowy przy ul. Libelta (1948, z L. Tomaszewskim i Tadeuszem Płończakiem),
- Gmach Wydziału Budownictwa Politechniki Poznańskiej przy ul. Piotrowo 5 (1949).

## Ordery i odznaczenia[1]
- Złoty Krzyż Zasługi (dwukrotnie),
- Gwiazda Przodownika Pracy.